# Muelle ondulado

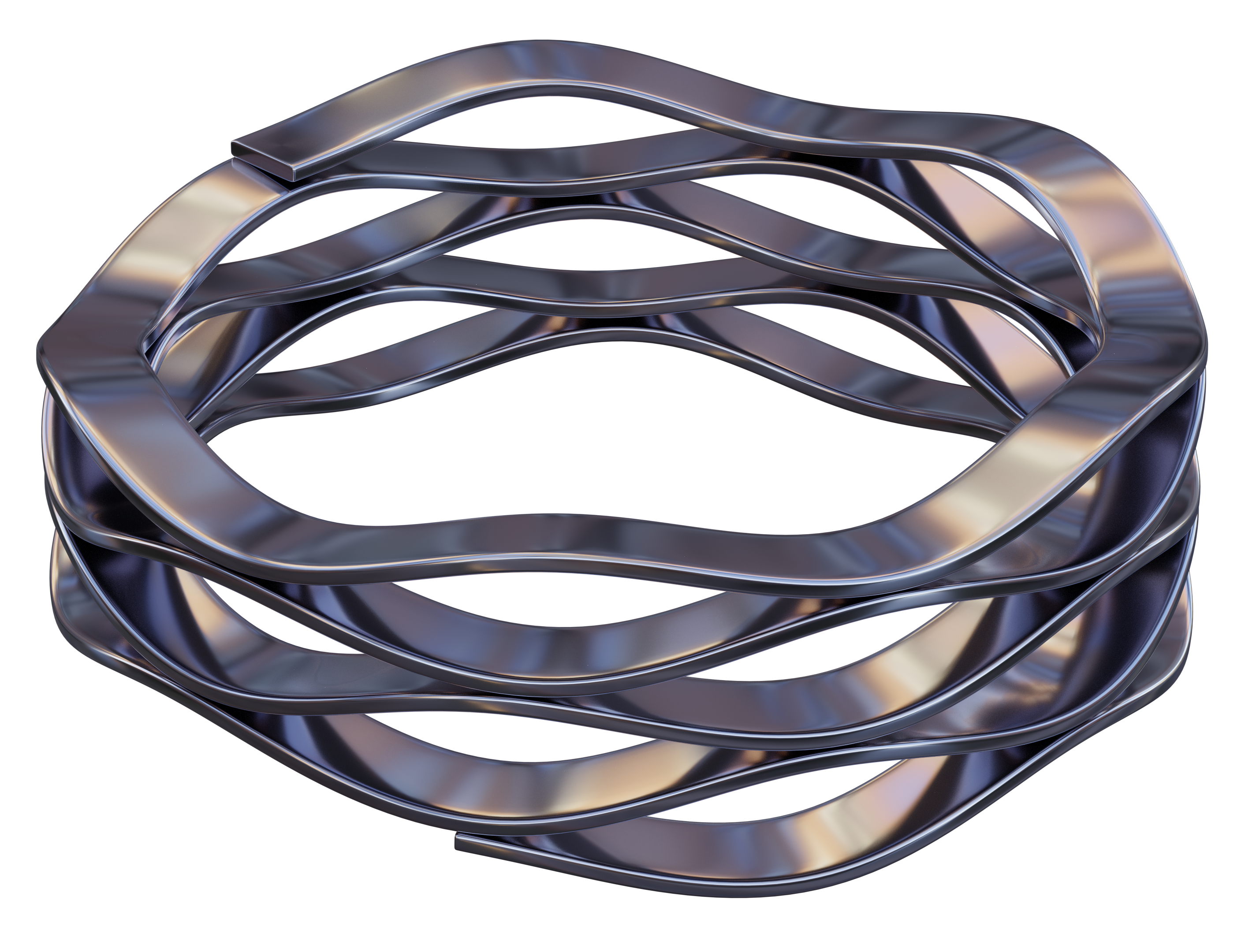
Muelle ondulado de varias vueltas con extremos lisos

Un muelle ondulado, también conocido como resorte ondulado en espiral o resorte de miniondas, es un resorte compuesto de alambre plano previamente endurecido en un proceso llamado enrollamiento de borde (también conocido como devanado de borde). Durante este proceso, se agregan ondas para darle un efecto de muelle. El número de vueltas y ondas se pueden ajustar fácilmente para acomodarse a una fuerza determinada o cumplir determinados requisitos específicos. 

## Ventajas
Un muelle ondulado tiene ventajas sobre un resorte en espiral tradicional o una arandela:
- El espacio axial se puede reducir hasta en un 50%. Como resultado, el tamaño total del ensamblaje se vuelve más pequeño, lo que reduce el peso y el costo de producción.
- La carga en una dirección axial es 100% transferible.
- Un muelle ondulado de varias vueltas reemplaza a las arandelas onduladas apiladas múltiples. Esto facilita la instalación y reduce los tiempos de mantenimiento.
- Un resorte ondulado puede acomodar una mayor carga de empuje dentro del espacio axial, ya que jugando con la sección del alambre, la cantidad de ondas, la altura de la onda y la cantidad de vueltas es posible ajustar el muelle para acomodar cargas de empuje más altas.

## Variedades
Múltiples tipos de resortes ondulados están disponibles: Los resortes ondulados de una sola vuelta incluyen el tipo con un hueco entre sus extremos y aquel en que se solapan. Los tipos de resortes ondulados de varias vueltas incluyen los tipos de cuña y extremo liso. El resorte ondulado anidado incorpora ondas más pequeñas dentro de otras más grandes.

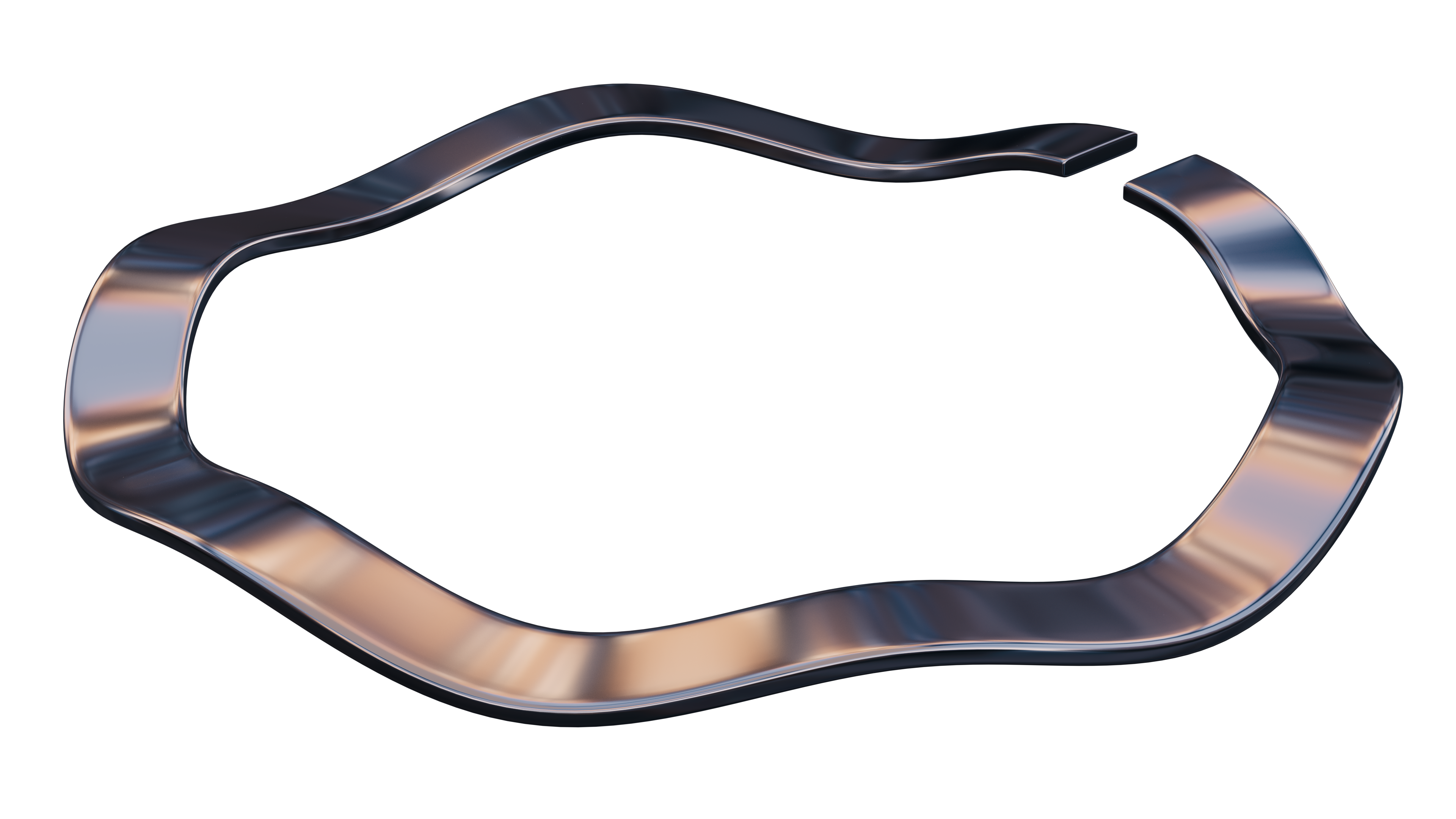
Muelle ondulado de una vuelta con espacio entre extremos
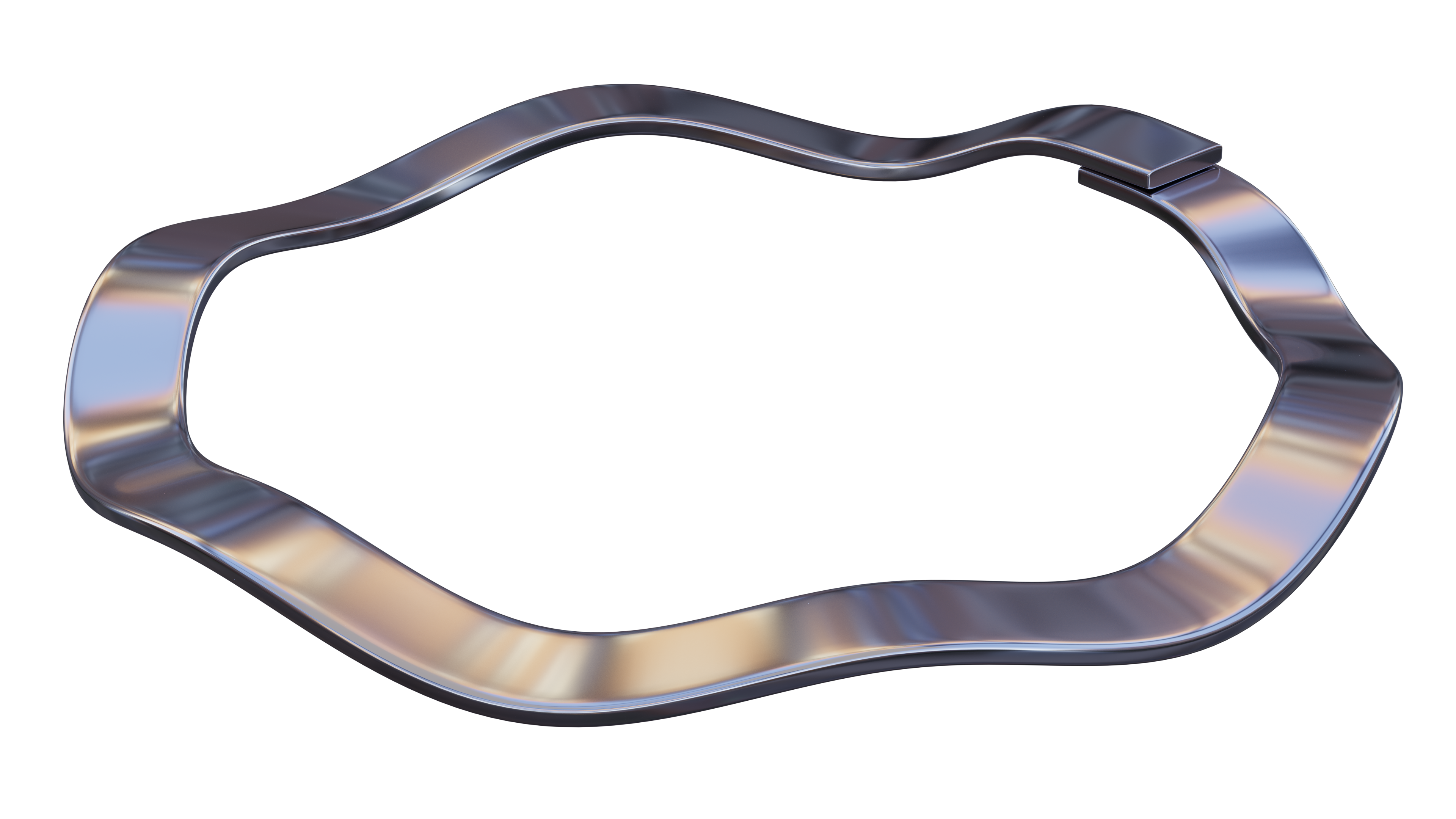
Muelle ondulado de una vuelta con extremos superpuestos
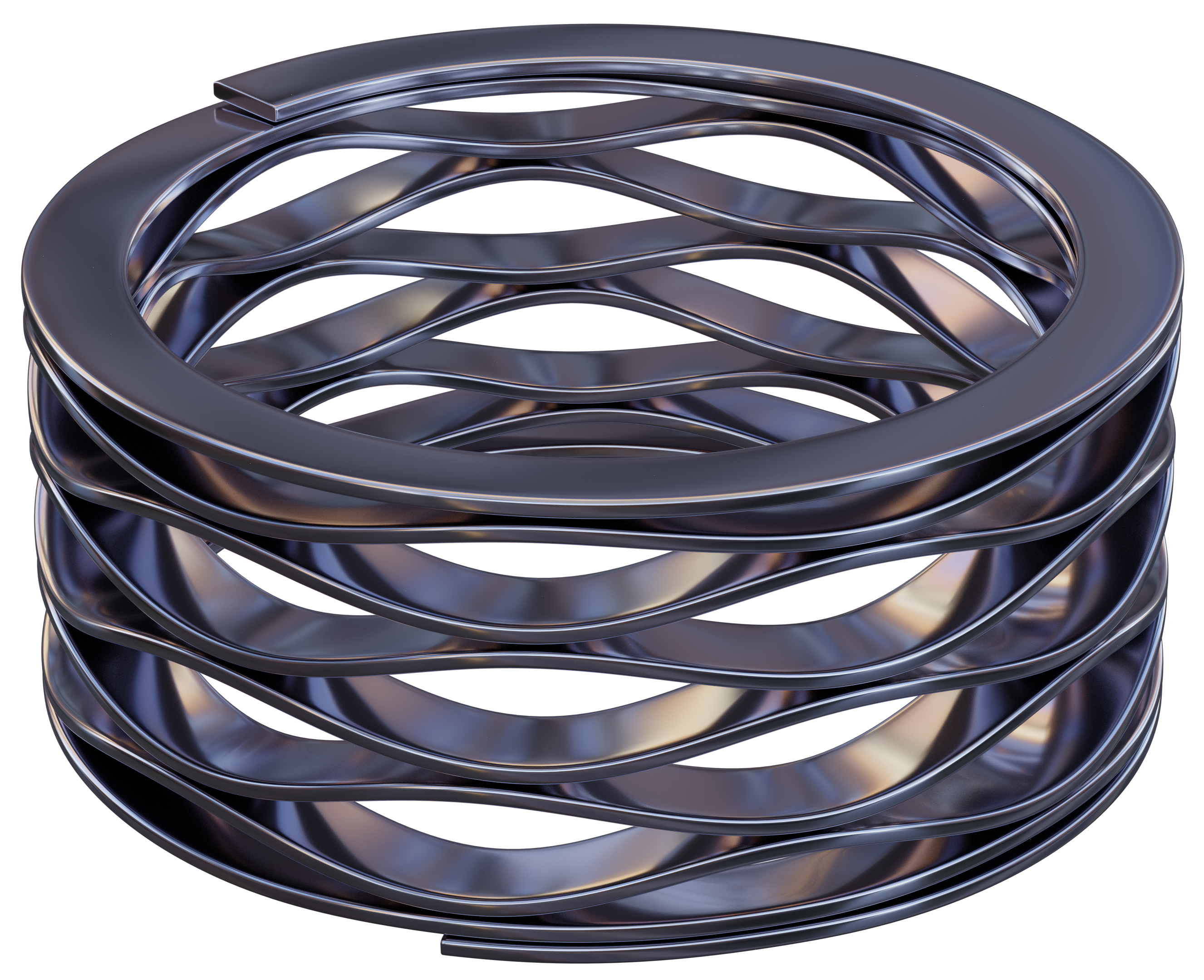
Muelle ondulado de varias vueltas con extremos de cuña
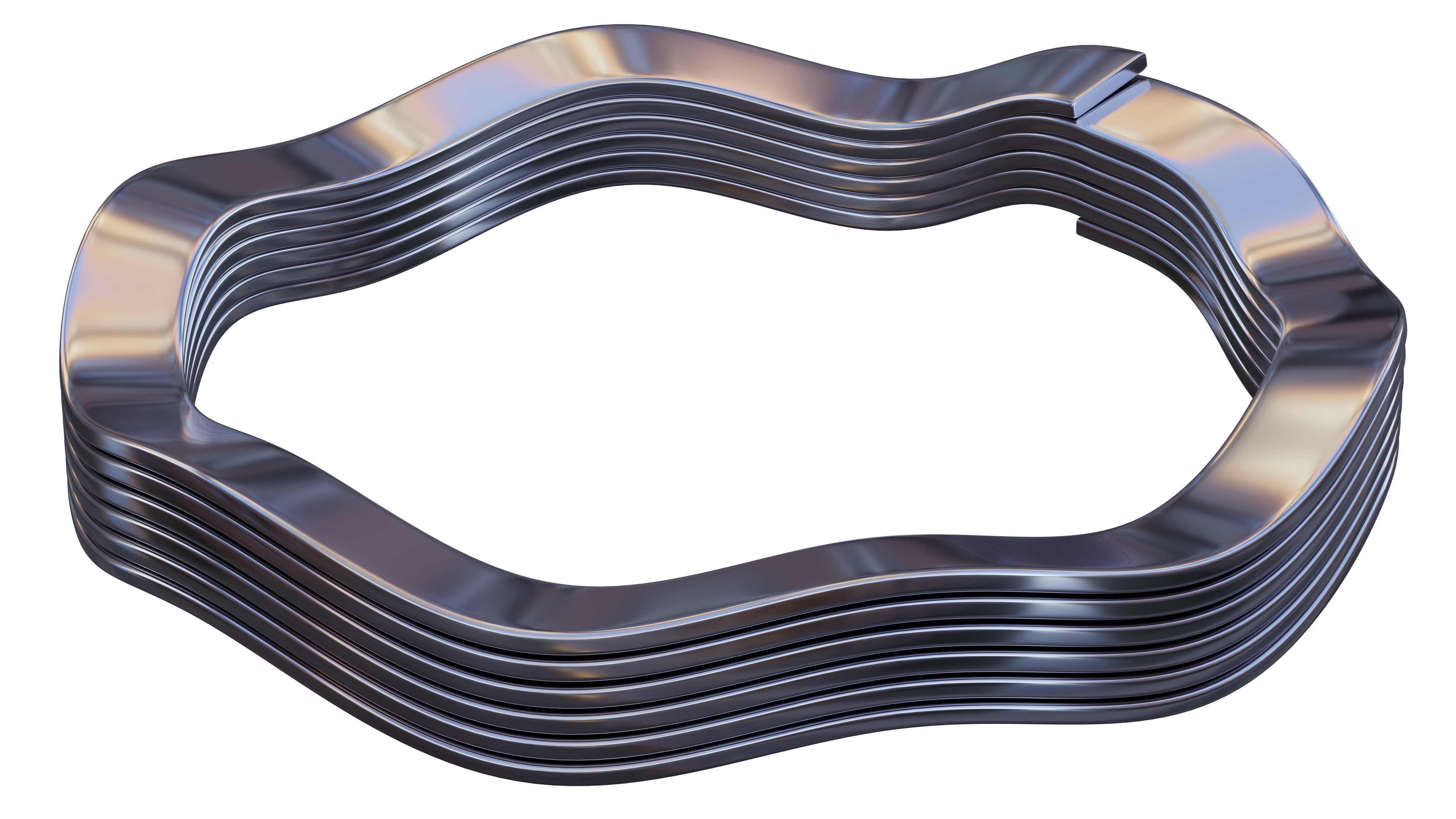
Muelle ondulado anidado con seis vueltas

### Muelle ondulado de una vuelta
Los muelles de vuelta simple son mejores para aplicaciones con deflexión corta y fuerzas bajas a medias. El número de ondas y el grosor del material se pueden cambiar para acomodar fuerzas mayores. Se utiliza para soportar precargas.

### Muelle ondulado multivuelta
Un muelle ondulado de múltiples vueltas puede disminuir el espacio axial necesario. Es adecuado para aplicaciones con gran deflexión y una pequeña tasa de resorte. Se puede acomodar una amplia gama de fuerzas.

### Muelle de ondas anidadas
Elimina la necesidad de apilar resortes para acomodar cargas más altas. Produce una gran fuerza mientras mantiene la precisión de un resorte ondulado circular. Reemplaza una pila de arandelas Belleville donde se necesita una fuerza alta pero conocida.

## Materiales
- Acero al carbono (estándar)
- Acero inoxidable (más adecuado para aplicaciones de altas tensiones y fatiga)
- Cobre al berilio (resistencia a la corrosión, particularmente en ambientes marinos)[6]
- Inconel (más adecuado para ambientes de alta temperatura y corrosivos)[10][11]
- Elgiloy (resistencia a la corrosión, particularmente en ambientes marinos)

## Bibliografìa
- Smalley Steel Ring Company. (2005). Engineering and Parts Catalog (Unknown edición), Smalley Steel Ring Company.
- Matsumura-Kohki Co., Ltd. (2009). Catalog, 2nd, Matsumura-Kohki Co., Ltd..
- Rotor Clip Company., Inc. (2010). Company Overview (4th edición), Rotor Clip Co., Inc.
- Rotor Clip Company., Inc. (2010). Product Specifications (12th edición), Rotor Clip Co., Inc.
- Rotor Clip Company., Inc. (2012). Wave Springs (1st edición), Rotor Clip Co., Inc.

- Datos: Q11288626